# Nagakura Shinpachi
Nagakura Shinpachi (永倉 新八 (Vĩnh Xương Tân Bát) 1839 - 1915) là đội trưởng đội 2 Shinsengumi.

## Lai lịch
Nagakura Shinpachi Noriyuki, còn được biết đến với cái tên Eikichi hay Eiji thuở nhỏ, sinh ra tại "kami-yashiki" (dinh thượng) của gia tộc Matsumae ở Edo vào ngày 11 tháng 4 năm Tenpo thứ 10 (1839.) Cha ông, Nagakura Kanji, là thuộc hạ của nhà Matsumae, với mức bổng lộc 150 koku. Giống như Okita Soji, Nagakura là một sản phẩm thực thụ của thời đại Edo—là con trai của một thuộc hạ (của một lãnh địa mà ông chưa bao giờ trông thấy), người sống cả đời ở Edo.
Cha của Nagakura lấy họ mình có chữ "naga" nghĩa là "long", nhưng sau đó Nagakura lại đổi thành chữ "naga" nghĩa là "bất diệt". Năm 8 tuổi, Nagakura gia nhập đạo trạng Shintou Munen Ryu của Okada Juusuke Toshisada; năm 18 tuổi, ông đạt đến cấp mokuroku (đai thứ sáu), và nhận được giấy chứng nhận menkyo kaiden. Năm 19 tuổi, ông rời bỏ nhà Matsumae để đi chu du và nâng cao kỹ năng của mình. Ông dừng chân một thời gian ở đạo tràng Shintou Munen Ryu của Yurimoto Shuuzou. Nagakura cũng lưu lại đạo tràng Shingyoto Ryu của Tsubouchi Shume, nơi đây ông gặp gỡ Shimada Kai, phó đội trưởng tương lai của đơn vị Shinsengumi thứ 2. Khoảng năm 1861, ông bắt đầu "kiếm cơm" ở Shieikan của Kondou Isami's.

## Thời kỳ ở Shinsengumi
Năm Bunkyu thứ 3 (1863)- đội của Nagakura và Kondou gia nhập Roshigumi. Khi đặt chân đến Kyoto, cùng với Kondou, Serizawa Kamo, và một số người nữa ở lại Kyoto trong khi số còn lại trong Roshigumi trở về Edo. Một trong các bản nội quy của Mibu Roushigumi, thành lập bởi Kyoto Shugoshoku ("Người bảo vệ Kyoto") Matsudaira Higo no Kami (Katamori, ở Aizu), và do Kondou và Serizawa lãnh đạo.—Sau các sự kiện vào ngày 18 tháng 8 âm lịch (18 tháng 9, 1863), đội quân này được biết đến với cái tên "Shinsengumi."
Nagakura trở thành một fukuchou jokin (trợ lý phó chỉ huy trưởng) năm 1863. Cùng với những người còn lại ở Shinsengumi, ông trở thành hatamoto vào năm 1867.
Ngay sau trận Kōshū vào tháng 4 năm 1868, Nagukura rời bỏ tổ chức Shinsengumi cũ cùng với Harada Sanosuke và thành lập Seiheitai (sau sự bất hòa với những người đồng đội lâu năm, Kondo và Hijikata.)

## Sau cuộcMinh Trị Duy Tân
Nagakura đổi tên thành Sugimura Yoshie trong thời đại Minh Trị khi ông được gia đình vợ nhận làm con nuôi. Nhà Sugimura là bác sĩ phục vụ cho daimyo Matsumae.
Sau đó, Nagakura tổ chức những buổi cầu siêu cho linh hồn những người đồng đội quá cố. Bốn năm trước khi qua đời, ông kể lại lai lịch của Shinsengumi cho phóng viên của một tờ báo. Người ta tin rằng, vì những lời này được ghi lại nửa thế kỷ sau các sự kiện xảy ra, sự miêu tả này chỉ để thỏa mãn đám đông hơn là cứ liệu chính xác.
Tuy vậy, Nagakura đã viết hồi ký về quãng đời đẫm máu ở Shinsengumi. Những tập hồi ký này bị thất lạc hàng thập kỷ trước khi được tìm thấy và xuất bản thành sách năm 1998.

## Qua đời
Nagakura Shinpachi qua đời vì lý do tự nhiên năm 1915, thọ 76 tuổi. Thật trùng hợp, Saito Hajime, một cựu chỉ huy khác của Shinsengumi, cũng qua đời cùng năm đó ở tuổi 71 vì ung thư dạ dày.

## Nagakura trong văn chương hư cấu
Những sự miêu tả về thời gian Nagakura trước cũng như trong khi ở Shinsengumi xuất hiện nhiều trong tiểu thuyết, kịch và seri anime/manga.
Ví dụ như, Nagakura xuất hiện trong Peacemaker Kurogane (anime/manga), Kaze Hikaru (manga), Getsumei Seiki (manga), 2004 NHK Taiga drama series Shinsengumi!, Shinsengumi Gunrou-den (seri video game), và Bakumatsu Renka Shinsengumi (seri video game.)